# Halta Dodești
Halta Dodești – wieś w Rumunii, w okręgu Vaslui, w gminie Viișoara. W 2011 roku liczyła 235 mieszkańców.